# Европско првенство у атлетици на отвореном 1990 — скок увис за жене
Скок увис у женској конкуренцији на Европском првенству у атлетици 1990. одржан је 30. и 31. августа на стадиону Пољуд у Сплиту.
Титулу освојену 1986. у Штутгарту, није бранила Стефка Костадинова из Бугарске.

## Земље учеснице
Учествовало је 18 такмичарки из 13 земаља.
1. Аустрија (1)
2. Бугарска (1)
3. Грчка (2)
4. Западна Немачка (3)
5. Источна Немачка (1)
6. Југославија (1)
7. Мађарска (1)
8. Норвешка (1)
9. Румунија (1)
10. Совјетски Савез (3)
11. Уједињено Краљевство (1)
12. Француска (1)
13. Чехословачка (1)

## Рекорди
| Рекорди пре почетка Европског првенства 1990. | Рекорди пре почетка Европског првенства 1990. | Рекорди пре почетка Европског првенства 1990. | Рекорди пре почетка Европског првенства 1990. | Рекорди пре почетка Европског првенства 1990. | Рекорди пре почетка Европског првенства 1990. |
| --------------------------------------------- | --------------------------------------------- | --------------------------------------------- | --------------------------------------------- | --------------------------------------------- | --------------------------------------------- |
| Светски рекорд                                | Стефка Костадинова                            | Бугарска                                      | 2,09                                          | Рим, Италија                                  | 30. август 1987                               |
| Европски рекорд                               | Стефка Костадинова                            | Бугарска                                      | 2,09                                          | Рим, Италија                                  | 30. август 1987                               |
| Рекорд Европских првенстава                   | Улрике Мајфарт                                | Западна Немачка                               | 2,02                                          | Атина, Грчка                                  | 8. септембар 1982.                            |
| Најбољи светски резултат сезоне               | Јелена Јелесина                               | Совјетски Савез                               | 2,02                                          | Сијетл, САД                                   | 23. јул 1990.                                 |
| Најбољи европски резултат сезоне              | Јелена Јелесина                               | Совјетски Савез                               | 2,02                                          | Сијетл, САД                                   | 23. јул 1990.                                 |

## Најбољи резултати у 1990. години
Најбоље атлетичарке у скоку увис 1990. године пре почетка европског првенства (26. августа 1990) заузимало је следећи пласман, на европској и светској ранг листи (СРЛ)
| 1. | Јелена Јелисина    | Совјетски Савез | 2,02 | 23. јул    | 1. СРЛ |
| 2. | Биљана Петровић    | Југославија     | 2,00 | 22. јун    | 3. СРЛ |
| 3. | Хајке Хенкел       | Западна Немачка | 2,00 | 12. август | 4. СРЛ |
| 4. | Галина Астафеи     | Румунија        | 1,98 | 13. мај    | 5. СРЛ |
| 5. | Валентина Готовска | Бугарска        | 1,97 | 4. август  | 6. СРЛ |
| 6. | Ники Гавера        | Грчка           | 1,95 | 4. јул     | 7. СРЛ |

Такмичарке чија су имена подебљана учествовале су на ЕП.

## Освајачи медаља
|                              |                             |                                 |
| Хајке Хенкел Западна Немачка | Биљана Петровић Југославија | Јелена Јелесина Совјетски Савез |

## Резултати

### Квалификације
У квалификацијама такмичарке су биле подељене у две групе. За финале су се квалификовала све такмичарке које су прескочиле 1,88 м.
| Пласман | Група | Такмичарка              | Земља                | Време | Белешке |
| ------- | ----- | ----------------------- | -------------------- | ----- | ------- |
| 1.      | А     | Биљана Петровић         | Југославија          | 1,88  | КВ      |
| 2.      | А     | Валентина Готовска      | Совјетски Савез      | 1,88  | КВ      |
| 3.      | А     | Андреја Аренс           | Западна Немачка      | 1,88  | КВ      |
| 4.      | А     | Светлана Ласева-Исајева | Бугарска             | 1,88  | КВ      |
| 5.      | А     | Олга Турчак             | Западна Немачка      | 1,88  | КВ      |
| 6.      | А     | Јана Бренкусова         | Чехословачка         | 1,88  | КВ      |
| 7.      | А     | Зигрид Кирхман          | Аустрија             | 1,88  | КВ      |
| 8.      | Б     | Хајке Балк              | Источна Немачка      | 1,88  | КВ      |
| 9.      | Б     | Хајке Хенкел            | Западна Немачка      | 1,88  | КВ      |
| 10.     | Б     | Јелена Јелесина         | Совјетски Савез      | 1,88  | КВ      |
| 11.     | Б     | Јудит Ковач             | Мађарска             | 1,88  | КВ      |
| 12.     | Б     | Хаве Хавгланд           | Норвешка             | 1,88  | КВ      |
| 13.     | А     | Ники Бакојани           | Грчка                | 1,84  |         |
| 14.     | Б     | Ники Гавера             | Грчка                | 1,84  |         |
| 15.     | Б     | Забине Брамхоф          | Западна Немачка      | 1,84  |         |
| 16.     | А     | Галина Астафеи          | Румунија             | 1,84  |         |
| 17.     | Б     | Леа Хагет               | Уједињено Краљевство | 1,80  |         |
| 18.     | Б     | Мариз Еванже Епе        | Француска            | 1,80  |         |

### Финале
| Пласман | Такмичарка              | Држава          | Време | Белешке |
| ------- | ----------------------- | --------------- | ----- | ------- |
|         | Хајке Хенкел            | Западна Немачка | 1,99  |         |
|         | Биљана Петровић         | Југославија     | 1,96  |         |
|         | Јелена Јелесина         | Совјетски Савез | 1,96  |         |
| 4.      | Зигрид Кирхман          | Аустрија        | 1,89  |         |
| 5.      | Хајке Балк              | Источна Немачка | 1,89  |         |
| 6.      | Јудит Ковач             | Мађарска        | 1,89  | ЛР      |
| 7.      | Валентина Готовска      | Совјетски Савез | 1,89  |         |
| 8.      | Хане Хавгланд           | Норвешка        | 1,89  |         |
| 9.      | Светлана Ласева-Исајева | Италија         | 1,89  |         |
| 10.     | Олга Турчак             | Совјетски Савез | 1,85  |         |
| 11.     | Јана Бренкусова         | Чехословачка    | 1,85  |         |
| 12.     | Андреја Аренс           | Западна Немачка | 1,80  |         |

## Укупни биланс медаља у скоку увис за жене после 15. Европског првенства 1938—1990.[3]
|     | Земља                |    |    |    |    |
| --- | -------------------- | -- | -- | -- | -- |
| 1.  | Уједињено Краљевство | 2  | 2  | 2  | 6  |
| 2.  | Румунија             | 2  | 2  | 0  | 4  |
| 3.  | Западна Немачка      | 2  | 0  | 1  | 3  |
| 3.  | Совјетски Савез      | 1  | 5  | 3  | 9  |
| 4.  | Чехословачка         | 1  | 1  | 2  | 4  |
| 5.  | Бугарска             | 1  | 1  | 0  | 2  |
| 6.  | Италија              | 1  | 0  | 2  | 3  |
| 7.  | Источна Немачка      | 1  | 1  | 0  | 2  |
| 9.  | Аустрија             | 1  | 0  | 0  | 1  |
| 9.  | Француска            | 1  | 0  | 0  | 1  |
| 9.  | Мађарска             | 1  | 0  | 0  | 1  |
| 12. | Југославија          | 0  | 2  | 0  | 2  |
| 13. | Холандија            | 0  | 1  | 0  | 1  |
| 14. | Данска               | 0  | 0  | 1  | 1  |
| 14. | Немачка              | 0  | 0  | 1  | 1  |
| 14. | Пољска               | 0  | 0  | 1  | 1  |
|     | Укупно {16}          | 14 | 15 | 13 | 42 |

|    | Атлетичарка      | Земља           |   |   |   |   |
| -- | ---------------- | --------------- | - | - | - | - |
| 1. | Јоланда Балаш    | Румунија        | 2 | 1 | 0 | 3 |
| 2. | Роземари Акерман | Источна Немачка | 1 | 1 | 0 | 2 |
| 2. | Тајсија Ченчик   | Совјетски Савез | 1 | 1 | 0 | 2 |
| 4. | Сара Симеони     | Италија         | 1 | 0 | 2 | 3 |